# 凤东站
凤东站（朝鲜语：／ Pongdong yŏk */?）是位于朝鮮民主主義人民共和國开城市的一個鐵路車站。1906年4月30日隨啟用。朝鲜战争爆发后车站关闭，2007年恢复使用。

## 邻近车站
孙河站 - 凤东站 - 板门站

## 车站附近
- 开城工业地区